# أوليفييه كلايسينز
أوليفييه كلايسينز هو لاعب كرة قدم بلجيكي في مركز الهجوم، ولد في 22 ديسمبر 1988 في Edegem ‏ في بلجيكا. لعب مع سريع ميشيلين وسيركل بروج ونادي بيرخيم.

## وصلات خارجية
- أوليفييه كلايسينز على موقع قاعدة بيانات كرة القدم.إي يو (الإنجليزية)